# Eastchester (New York)
Eastchester  est une ville américaine du comté de Westchester dans l'État de New York.

## Histoire
Les premiers colons d'Europe s'installent en 1664. En 1840, un chemin de fer passe dans la commune.

## Personnalités
- Betty Broderick, meurtrier
- Aaron Burr, vice-président  des États-Unis sous la mandature de Thomas Jefferson
- Tom Creavy, golfeur
- John Doherty, joueur de baseball
- Johnny Farrell, golfeur
- Anne Hutchinson, avocat
- Willie Macfarlane, golfeur
- Bobby Moynihan, comédien
- Eric Naposki, joueur de basket
- Dennis Ritchie (né en 1941 dans le faubourg de Bronxville), créateur du langage C
- Jess Sweetser. Golfeur